# Hirasea goniobasis
Hirasea goniobasis é uma espécie de gastrópode da família Endodontidae.
É endémica do Japão.